# Célestin Crevel
Célestin Crevel é um personagem da Comédia Humana de Honoré de Balzac, nascido em 1786.
Em 1818, em César Birotteau, ele é funcionário de Birotteau em sua loja Rainha das rosas. Recebe o lugar de Anselme Popinot quando este último é posto por seu patrão à frente de uma sucursal. Em 1819, pouco após o baile de Birotteau e depois de sua falência anunciada, Crevel deseja comprar a Rainha das rosas, mas Popinot fica atento às condições desta compra: Crevel deverá alugar a Birotteau o seu antigo apartamento, que ficava acima da loja.
Em 1833, em La Cousine Bette, ele desposa a filha única de um rico fazendeiro De la Brie, de quem tem uma filha, Célestine. Sua esposa traz um dote importante, e morre rapidamente para o grande alívio de Crevel, pois era feia e desagradável. Neste mesmo ano sua filha se casa com o filho do barão Hulot d'Ervy, Victorin.
Em 1835, se torna acionista da companhia Gaudissart, em Le Cousin Pons.
Em 1838, ele é riquíssimo. Busca seduzir a Baronesa Hulot, que se recusa a ter um caso com ele, mas que, mais tarde, se humilha para salvar seu marido. Nesta época, ele revela Valérie Marneffe ao barão Hulot, que seduz o nobre, e a instala na rua Vaneau. Valérie é então casada com Marneffe, mas ele lhe propõe de casar-se com ela quando for viúva.
Em 1841, ele tem grandes projetos. Ele deseja comprar o castelo de Presles, que pertence a Monsieur de Sérisy, e procura também comprar a casa do Duc de Navarreins, na rue du Bac.
Em 1843, ele se casa com Valérie Marneffe, tornada viúva. Ferdinand du Tillet está presente a este casamento. Mas Valérie morre logo após, e Crevel não sobrevive a ela por muito tempo. Ele morre no mesmo ano.